# Los Franceses / Arnadal
La playa Los Franceses o Arnadal está ubicada en el municipio de Arnuero (Cantabria, España).